# Tir la Jocurile Olimpice de vară din 2024 - Trap (masculin)
Proba de tir trap masculin de la Jocurile Olimpice 2024 a avut loc în perioada 29-30 iulie 2024 la Centrul Național de Tir din Châteauroux, Franța.

## Program
Orele sunt ora Franței (UTC+1) 
| Data                 | Timp            | Etapă          |
| -------------------- | --------------- | -------------- |
| Luni, 29 iulie 2024  | 09:00           | Calificări - 1 |
| Marți, 30 iulie 2024 | 09:00           | Calificări - 2 |
| Marți, 30 iulie 2024 | după calificări | Finala         |

## Rezultate

### Calificări
| Loc | Sportiv                 | Țară                       | 1  | 2  | 3  | 4  | 5  | Total | Shoot-off | Note |
| --- | ----------------------- | -------------------------- | -- | -- | -- | -- | -- | ----- | --------- | ---- |
| 1   | Qi Ying                 | China                      | 25 | 23 | 25 | 25 | 25 | 123   | 7         | C    |
| 2   | Nathan Hales            | Marea Britanie             | 25 | 24 | 24 | 25 | 25 | 123   | 6         | C    |
| 3   | James Willett           | Australia                  | 25 | 24 | 25 | 24 | 25 | 123   | 1         | C    |
| 4   | Rickard Levin-Andersson | Suedia                     | 25 | 24 | 25 | 24 | 25 | 123   | 0         | C    |
| 5   | Jean Pierre Brol        | Guatemala                  | 24 | 25 | 23 | 25 | 25 | 122   | 14        | C    |
| 6   | Derrick Mein            | Statele Unite ale Americii | 23 | 24 | 25 | 25 | 25 | 122   | 13        | C    |
| 7   | Giovanni Cernogoraz     | Croația                    | 23 | 25 | 25 | 24 | 25 | 122   | 10        |      |
| 8   | Yu Haicheng             | China                      | 25 | 23 | 25 | 25 | 24 | 122   | 6         |      |
| 9   | Mitchell Iles           | Australia                  | 24 | 23 | 25 | 25 | 25 | 122   | 3         |      |
| 10  | Driss Haffari           | Maroc                      | 23 | 25 | 25 | 25 | 24 | 122   | 2         |      |
| 11  | Owen Robinson           | Noua Zeelandă              | 23 | 25 | 23 | 25 | 25 | 121   |           |      |
| 12  | Yang Kun-pi             | Taipeiul Chinez            | 22 | 25 | 25 | 24 | 25 | 121   |           |      |
| 13  | Mauro De Filippis       | Italia                     | 25 | 24 | 23 | 24 | 25 | 121   |           |      |
| 14  | Alberto Fernández       | Spania                     | 23 | 25 | 24 | 25 | 24 | 121   |           |      |
| 15  | Oğuzhan Tüzün           | Turcia                     | 25 | 25 | 23 | 24 | 24 | 121   |           |      |
| 16  | Giovanni Pellielo       | Italia                     | 24 | 24 | 25 | 25 | 23 | 121   |           |      |
| 17  | Khaled Al-Mudhaf        | Kuweit                     | 24 | 25 | 23 | 24 | 24 | 120   |           |      |
| 18  | Jiří Lipták             | Cehia                      | 24 | 21 | 24 | 25 | 25 | 119   |           |      |
| 19  | Sébastien Guerrero      | Franța                     | 24 | 23 | 23 | 24 | 25 | 119   |           |      |
| 20  | Eduardo Lorenzo         | Republica Dominicană       | 23 | 25 | 25 | 23 | 23 | 119   |           |      |
| 21  | Prithviraj Tondaiman    | India                      | 22 | 25 | 21 | 25 | 25 | 118   |           |      |
| 22  | Andrés García           | Spania                     | 22 | 24 | 25 | 23 | 24 | 118   |           |      |
| 23  | Saeed Abu Sharib        | Qatar                      | 24 | 22 | 24 | 25 | 23 | 118   |           |      |
| 24  | Mohammad Beyranvand     | Iran                       | 23 | 23 | 24 | 22 | 25 | 117   |           |      |
| 25  | Matthew Coward-Holley   | Marea Britanie             | 24 | 22 | 24 | 23 | 24 | 117   |           |      |
| 26  | Marián Kovačócy         | Slovacia                   | 22 | 24 | 24 | 24 | 23 | 117   |           |      |
| 27  | William Hinton          | Statele Unite ale Americii | 22 | 23 | 23 | 24 | 24 | 116   |           |      |
| 28  | Leonel Martínez         | Venezuela                  | 23 | 24 | 23 | 23 | 23 | 116   |           |      |
| 29  | Gianluca Chetcuti       | Malta                      | 24 | 22 | 23 | 25 | 22 | 116   |           |      |
| 30  | Said Al-Khatri          | Oman                       | 23 | 25 | 22 | 21 | 23 | 114   |           |      |

### Finală
Rezultate finală.
| Loc | Sportiv                 | Țară                       | Serii | Serii | Serii | Serii | Serii | Shoot-off | Note |
| Loc | Sportiv                 | Țară                       | 1     | 2     | 3     | 4     | 5     | Shoot-off | Note |
| --- | ----------------------- | -------------------------- | ----- | ----- | ----- | ----- | ----- | --------- | ---- |
| 1   | Nathan Hales            | Marea Britanie             | 24    | 29    | 33    | 38    | 48    |           | RO   |
| 2   | Qi Ying                 | China                      | 23    | 28    | 31    | 35    | 44    |           |      |
| 3   | Jean Pierre Brol        | Guatemala                  | 22    | 26    | 31    | 35    |       |           |      |
| 4   | Rickard Levin-Andersson | Suedia                     | 23    | 28    | 30    |       |       |           |      |
| 5   | Derrick Mein            | Statele Unite ale Americii | 22    | 26    |       |       |       |           |      |
| 6   | James Willett           | Australia                  | 19    |       |       |       |       |           |      |